# Mus fragilicauda
Mus fragilicauda é uma espécie de roedor da família Muridae.
Pode ser encontrada no Laos e na Tailândia.